# Åsum Sogn

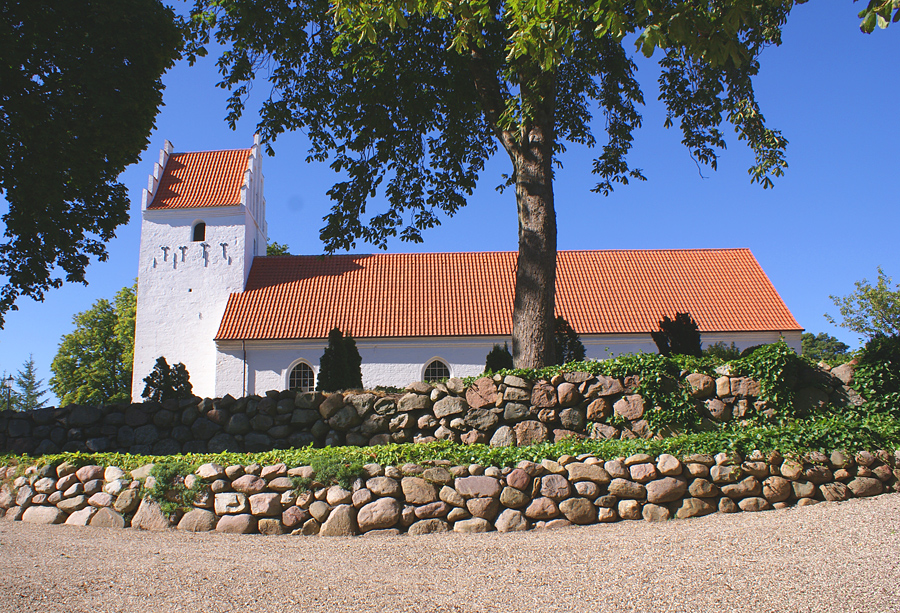
Åsum Kirke

Åsum Sogn ist eine Kirchspielsgemeinde (dän.: Sogn) auf der Insel Fyn (dt.: Fünen) im südlichen Dänemark. Bis 1970 gehörte sie zur Harde Odense Herred im damaligen Odense Amt, danach zur Odense Kommune im Fyns Amt, die im Zuge der  Kommunalreform zum 1. Januar 2007 Teil der Region Syddanmark geworden ist.
Im Kirchspiel leben 870 Einwohner, davon 507 im Kirchdorf (Stand: 1. Januar 2023). Im Kirchspiel liegt die Kirche „Åsum Kirke“.
Nachbargemeinden sind im Süden Fraugde Sogn, im Südwesten Tornbjerg Sogn, im Westen Korsløkke Sogn und Vollsmose Sogn, im Nordwesten Seden Sogn und im Nordosten Agedrup Sogn, ferner in der östlich gelegenen Kerteminde Kommune Marslev Sogn.